# Симферопольский офицерский полк
Симферопольский офицерский полк — пехотная воинская часть в Крымско-Азовской Добровольческой армии Вооружённых сил Юга России во время Гражданской войны в России.

## История

### Формирование и борьба с партизанами
К середине октября 1918 года с разрешения германских оккупационных войск в Симферополе, в казармах Крымского конного полка, под руководством ротмистра 13-го драгунского полка фон дер Палена началось формирование Пограничного дивизиона. Ввиду поражения и начавшегося разложения германских войск и нерешительности Палена, командование двумя сформированными эскадронами (ротами) взял на себя популярный среди белых бывший офицер 60-го Замосцкого пехотного полка, уроженец Симферополя, штабс-капитан Н. И. Орлов. Он связался с представителем Добровольческой Армии в Крыму генералом бароном  Н. А. де Боде. 5 (18) ноября 1918 года отряд Орлова был принят в состав Добровольческой армии как Симферопольский офицерский батальон. Одновременно было объявлено о начале записи добровольцев в 3-ю и 4-ю роту. Вооружение добывалось на складах. Обнаруженный на аэродроме старый броневик, получивший название «Орлик», стал основой авто-броневого взвода. Купленная у отступавших немцев гаубичная батарея получила название Симферопольской офицерской батареи. Была сформирована и пулемётная команда.

В ноябре в Симферополь прибыл генерал-майор А. В. Корвин-Круковский, назначенный начальником Крымской (затем 4-й) дивизии, которую предстояло сформировать на основе Симферопольского офицерского батальона. В декабре в Симферополь прибыли сформированные в Ялте бывшим капитаном 13-го лейб-гренадерского Эриванского полка Б. П. Гаттенбергером 5-я и 6-я роты, положившие начало формированию 2-го офицерского батальона, командиром которого был назначен Гаттенбергер. После этого Симферопольский офицерский батальон был переименован в Симферопольский офицерский полк.
1 января 1919 года 1-я рота, усиленная двумя пулемётами, двумя орудиями и отделением подрывников, под общим командованием штабс-капитана Орлова была направлена в Евпаторию для подавления партизанского отряда «Красные каски» (командир большевик И. Н. Петриченко). Партизаны были оттеснены в Мамайские каменоломни, блокированы и уничтожены в трёхдневном бою. Отряд Орлова, потерявший 2 офицеров убитыми, 1 добровольца и 2 офицеров ранеными, остался нести гарнизонную службу в городе.
В то же время 4-я рота полка под командованием штабс-капитана Николая Турчанинова была направлена в район Карасубазара для ликвидации другого партизанского отряда. По окончании операции рота вернулась в Симферополь и 15 января отбыла на смену 1-й роте в Евпаторию.
8 февраля 1919 года командиром полка был назначен бывший командир 464-го пехотного Селигерского полка полковник П. Г. Морилов.

### Бои за Мелитополь
6 февраля был получен приказ штаба Крымско-Азовской армии об отправке 1-го батальона под командованием штабс-капитана Орлова в Мелитополь Мелитопольского уезда Таврической губернии в распоряжение начальника 5-й дивизии генерала Н. Н. Шиллинга. 4-я рота была срочно вызвана из Евпатории. 8 февраля батальон по железной дороге был отправлен в Мелитополь, куда и прибыл на следующий день. 14 февраля батальон был отправлен на станцию Верхний Токмак в распоряжение командира гвардейского отряда генерал-майора П. Э. Тилло. 16 февраля батальон был брошен на борьбу с армией Н. И. Махно. В боях батальон занял несколько населённых пунктов, но вынужден был отойти на линию Могила Токмак — Новополтавка — Семёновка, потеряв убитыми 2 офицеров и ранеными 4 офицеров и 1 солдата. На 24 февраля было назначено наступление на базу Махно в г. Гуляй-Поле, но 23 февраля части 3-й Заднепровской Украинской советской бригады 1-й Заднепровской Украинской советской дивизии под командованием Махно заняли Большой Токмак, прервав связь отряда с Мелитополем.
24 февраля 1-я, 2-я и 4-я роты под командованием капитана К. А. Стольникова при поддержке бронепоезда «Муромец» вели арьергардный бой с превосходящими силами махновцев, после чего отступили к Вальдгейму, где сосредоточился отряд Тилло. Не имея связи с Шиллингом, Тилло принял решение двигаться в Крым в обход Мелитополя. 1-я батальон Симферопольского офицерского полка двигался в арьергарде. 27 февраля батальон был выделен из отряда Тилло и занял оборону по линии железной дороги между станцией Акимовка и станцией Рыково. 5 марта батальон был перевезён в Джанкой, а 8 марта присоединился к полку на Перекопе. Во время отступления в ряды батальона влились остатки Бердянского полка в количестве около 150 человек.

### Оборона Перекопа
4 марта полк был включён в состав Перекопского отряда Крымско-Азовской армии под командованием полковника Г. М. Лермонтова, бывшего командира 16-го уланского Новоархангельского полка. 8 марта командиром Перекопского отряда был назначен полковник Морилов. 10 марта 5-я рота под давлением значительных сил красных была вынуждена отойти от хутора Преображенки к Перекопу, потеряв убитыми 2 офицеров и ранеными 4 офицеров и 1 солдата. 22 марта около полудня красные провели отвлекающий манёвр — форсировали Сиваш и сбили занимавшие Чувашский полуостров остатки Перекопского батальона, оттянув на себя все резервы 4-й дивизии белых. После этого в 14 часов красные перешли в наступление по всему фронту, нанеся главный удар на стыке позиций 1-й и 3-й рот Симферопольского офицерского полка. 3-я рота отошла к Турецкому валу, оголив фланг 1-й роты, которая, прикрывшись контратакой резервного 2-го взвода, также стала отходить. Однако красные на плечах у 3-й роты смогла беспрепятственно захватить участок Турецкого вала, откуда незадолго перед этим была снята 2-я рота полка. Ввиду угрозы окружения 1-я рота продолжила отступление к Армянску. Наступление красных было остановлено контратакой двух рот только что прибывшего из Севастополя 3-го батальона, сформированного капитаном Коттером. Поздно ночью Симферопольский офицерский полк отступил на позиции у Юшуни.
23 марта красные нанесли удар в дефиле между Солёным озером и Перекопским заливом, где занимали позиции 3-я и 4-я роты, поддерживаемые полковой батареей. К 12 часам красным удалось потеснить подразделения полка, понёсшие большие потери. Одновременно, опасаясь окружения стали отходить 2-я, 5-я и 6-я роты под командованием капитана Гаттенбергера. Командир полка бросил в контратаку резервную 1-ю роту, поддержанную сводной ротой 49-го пехотного Брестского полка, сводной ротой 52-го пехотного Виленского полка (обе из состава Крымского сводного пехотного полка генерал-майора Г. Б. Андгуладзе) и присланной союзниками ротой греков (150 штыков). Однако в результате потери связи, отсутствия координации и нехватки боеприпасов успешная контратака перешла в отступление. Около 18 часов, оставив Юшунь, весь полк отступил к Воронцовке.
24 марта полк отошёл в Джурчи, 25 — в Айбары, 27 прибыл в Карасубазар, а в ночь на 1 апреля под давлением красных отступил к станции Старый Цюрихталь. 3 апреля полк вместе с Крымским сводным пехотным полком и 2-м Конным полком (его командир полковник И. Г. Барбович в этом бою был ранен штыком в голову) нанес удар на Новый Цюрихталь, к 15 часам заняв деревню Сафо, нанеся поражение пяти красным полкам. 6 апреля полк отступил на Ак-Монайские позиции.

### На Ак-Монайских позициях
8 апреля полк занял наиболее ответственный центральный участок Ак-Монайских позиций, включавший в себя господствующую высоту Кош-Оба, и принялся за инженерное обустройство позиций. Были отрыты траншеи в полный рост, прикрытые 3-4 рядами проволочных заграждений на кольях. 14 апреля 2-й Конный полк с приданными ему 2-й и 4-й ротами Симферопольского офицерского полка произвел разведку боем, заняв Кой-Асан и Владиславовку. К вечеру подразделения вернулись на исходные позиции.
11 апреля приказом по Крымско-Азовской армии Симферопольский офицерский полк был временно переформирован в Отдельный Симферопольский офицерский батальон четырёхротного состава. Однако на самом деле сводить батальон в четыре роты не стали, ожидая скорой отмены приказа. Вместо полковника Морилова, отозванного в резерв чинов при штабе дивизии, командиром батальона был назначен полковник С. С. Гвоздаков.
17 и 18 апреля роты полка участвовали в отбитии атак красных. При поддержке английской эскадры в Феодосийском заливе (английские дредноуты «Айрон Дьюк» и «Мальборо», один крейсер, матка гидросамолетов «Эмпресс», греческий броненосец «Лемнос», несколько английских и два французских миноносца) и крейсера белых «Кагул» позиции были удержаны.
22 мая приказом Главнокомандующего ВСЮР Отдельный Симферопольский офицерский батальон был вновь переименован в Симферопольский офицерский полк. К этому моменту в 6 ротах полка насчитывалось 575 человек. 3-й батальон после боев на Перекопе действовал отдельно от полка.

### Освобождение Крыма от красных
Наступление началось на рассвете 5 июня. Пяти ротам Симферопольского полка (в двух колоннах, усиленных артиллерией, под командованием капитанов Стольникова и Гаттенбергера) была поставлена задача прорвать фронт красных у Кой-Асана и развивать наступление на Владиславовку. 2-я рота полка шла в авангарде колонны генерала Г. Б. Андгуладзе (Сводный полк 34-й дивизии), наступавшей на левом фланге. Около 12 часов 1-й батальон Симферопольского полка занял Владиславовку. К вечеру 6 июня полк овладел Надеждино, а 7 июня — Черкез-Тобай. 8-9 июня полк отбивал контратаки красных у деревни Черкез-Тобай, после чего 10 июня вновь перешел в наступление, заняв Кирлиут и Тотонай. 12 июня четыре роты полка продолжили наступление на Джанкой, а 2-я и 4-я рота нанесли удар во фланг красным войскам, помогая Сводному полку 34-й дивизии. К вечеру того же дня полк занял деревню Аксюру-Конрат, а на следующий день — Аджай-Кат и Джурин. 16 июня полк вошёл в Армянский Базар, после чего 1-й батальон занял Перекоп и хутор Преображенка, захватив бронеавтомобиль и много пулемётов.

### Боевые действия на Украине
24 июня полк передислоцировался в село Большие Маячки, а 1-й батальон, усиленный командой пеших разведчиков, занял позиции по берегу Днепра от Каир Западный до Каховки. 2-й батальон оставался в полковом, а затем в корпусном резерве. За месяц роты получили значительное пополнение. Были также вновь сформированы две роты: 7-я (из немцев-колонистов) и 8-я (из чинов, выделенных в декабре 1918 года на сформирование Татарского стрелкового полка в Ялте). Численность личного состава достигла 1225 человек при 33 пулемётах.
29 июля полк сосредоточился в Софиевке, готовясь к форсированию Днепра. В ночь на 30 июля 1-й батальон на единственном баркасе переправился от хутора Милейко по реке Быстрик. 6-я рота была выслана вперед для захвата переправы у Снегирёвки через р. Ингулец; 8-я рота должна была форсировать Днепр у Голой Пристани. Красные отступили, к 12 часам весь полк занял деревню Старо-Шведскую и Клостендорф. 31 июля, с началом общего наступления, 1-й батальон с подразделениями штаба и приданной ему радиостанцией стал наступать на хутор Ивановку, обеспечивая правый фланг корпуса Слащёва, наступавшего на Николаев. 5-я и 7-я роты наступали левее в составе колонны генерала Андгуладзе. 1 августа 1-й батальон занял Давыдов Брод. 2-й батальон (без 8-й роты) сосредоточился в Снегирёвке, а 8-я рота заняла Херсон, где и осталась для несения гарнизонной службы. 2 августа 1-й батальон, не имея связи со штабом корпуса, согласно предварительному плану выдвинулся в сторону Новой Одессы. 2-й батальон занял деревню Заселье. 4 августа 1-й батальон занял деревню Решковатое, а 2-й — деревню Ново-Данциг.
12 августа в Херсоне (губернский город Херсонской губернии) был сформирован новый 3-й батальон полка.
К 7 сентября полк насчитывал 1475 чел. В боях против повстанческих отрядов Махно с 22 августа по 14 сентября Симферопольский офицерский полк потерял 635 чел. — 208 убито (в т.ч. 87 офицеров), 416 ранено (в т.ч. 178 офицеров) и 11 пропало без вести (в т.ч. 5 офицеров). 20 сентября полк имел 591 чел. и на вооружении имел 11 пулемётов.
21-27 сентября полк участвовал в сражении под Перегоновкой, в котором потерпел поражение, потеряв 600 человек, в том числе 2-й батальон полностью.
1 октября полк насчитывал 1470 чел., в т.ч. 621 офицер (из них 464 на солдатских должностях) и 37 чиновников.
Симферопольский офицерский полк участвовал в Бредовском походе и был интернирован в Польше правительством Пилсудского. 24 марта 1920 года полк возглавил бывший помощник командира по хозяйственной части полковник А. П. Решетинский.

### 1920 год в Русской армии Врангеля

Офицеры Симферопольского офицерского полка, 1920 год

В феврале из оставшихся в Крыму офицеров полка была сформирована Отдельная рота Симферопольского Офицерского полка (около 100 человек) под командованием капитана Стольникова. В дальнейшем рота получила пополнение из 7-го запасного батальона (около 300 человек) и 14 апреля выступила на фронт. На станции Сальково была присоединена 49-му Брестскому пехотному полку 3-м батальоном и в тот же день сменила на позициях 1-й и 2-й батальоны полка. Батальон был сразу атакован превосходящими силами красных при поддержке бронепоезда и понес большие потери.
В мае 49-й полк был отведён в Феодосию. 24 мая на барже его переправили через Азовское море для участия в наступлении на Мелитополь. 28 мая Мелитополь был взят.
2 августа  Симферопольский офицерский полк прибыл в Крым, он насчитывал 426 чел. (в том числе 196 офицеров и 23 чиновника). На фронт полк прибыл в составе 260 чел. (в т.ч. 6 штаб- и 98 обер-офицеров и 13 чиновников).
23 августа оставшийся в живых личный состав полка влит в 49-й пехотный полк, составив в нём 2-й и 3-й батальоны и офицерскую роту, а 50 офицеров переведены на пополнение в 52-й пехотный полк.

## Последующая история
В Галлиполи чины (офицеры, занимавшие командирские должности) полка составили 1-й взвод 7-й роты Алексеевского пехотного полка.

## Подчинение
| Дата                                                       | Фронт                                       | Армия                                          | Корпус                               | Дивизия |
| Середина декабря (ст. стиль) - 27 декабря (ст. стиль) 1918 |                                             | Добровольческая армия                          |                                      | Крымская дивизия (штаб г. Симферополь Таврической губернии) (см. 4-я дивизия)                              |
| 27 декабря 1918 (ст. стиль) – 8 января (ст. стиль) 1919    |                                             | Добровольческая армия                          | Крымско-Азовский корпус              | Крымская дивизия (штаб г. Симферополь)                                                                     |
| 8 января - 10 января (ст. стиль) 1919                      | Вооружённые силы Юга России                 | Добровольческая армия                          | Крымско-Азовский корпус              | Крымская дивизия                                                                                           |
| 10 – 19 января (ст. стиль) 1919                            | Вооружённые силы Юга России                 | Крымско-Азовская Добровольческая армия         |                                      | Крымская дивизия (штаб г. Симферополь)                                                                     |
| 19 января (ст. стиль) - 11 апреля (ст. стиль) 1919         | Крымско-Азовская армия                      | Крымско-Азовская Добровольческая армия         |                                      | 4-я дивизия (штаб г. Симферополь Таврической губернии)                                                     |
| 11 апреля (ст. стиль) - 22 мая (ст. стиль) 1919            | Вооружённые силы Юга России                 | Крымско-Азовская Добровольческая армия         |                                      | 4-я дивизия. Симф.оф.полк был временно переформирован в Отдельный Симферопольский офицерский батальон      |
| 21 - 22 мая (ст. стиль) 1919                               | Вооружённые силы Юга России                 | Крымско-Азовская Добровольческая армия         |                                      | 4-я пехотная дивизия. Отдельный Симферопольский офицерский батальон                                        |
| 22 мая (ст. стиль) - 20 августа (ст. стиль) 1919           | Вооружённые силы Юга России                 |                                                | 3-й армейский корпус (расформирован) | 4-я пехотная дивизия. Отдельный Симферопольский офицерский батальон переформирован обратно в Симф.оф.полк. |
| 20 августа (ст. стиль) - 10 ноября (ст. стиль) 1919        | Вооружённые силы Юга России                 | Войска Новороссийской области                  |                                      | 4-я пехотная дивизия                                                                                       |
| 10 ноября (ст. стиль) 1919 – 27 марта 1920                 | Вооружённые силы Юга России                 | Войска Новороссийской области (расформированы) |                                      | |
| … - 28 апреля (ст. стиль) 1920                             | Вооружённые силы Юга России (переименованы) |                                                |                                      | |
| 28 апреля (ст. стиль) - ... 1920                           |                                             | Русская армия                                  |                                      | |
| … - 23 августа (ст. стиль) 1920                            |                                             | Русская армия                                  |                                      | Симферопольский офицерский полк расформирован                                                              |
| ---------------------------------------------------------- | ------------------------------------------- | ---------------------------------------------- | ------------------------------------ | --- |

## Командиры
- 05.11.1918-12.1918 1-й Симферопольский офицерский батальон — штабс-капитан Орлов, Николай Иванович
- 12.1918-11.04.1919 — полковник Морилов, Пётр Григорьевич
- 11.04.1919-24.02.1920 — полковник Гвоздаков, Сергей Семёнович
- 24.02.1920-23.08.1920 — полковник Решетинский А. П.

## Состав
Середина декабря 1918:
- Управление полка
- 1-й офицерский батальон[1]
- 2-й офицерский батальон[1]
- 3-й офицерский батальон[1]
- Симферопольская офицерская батарея (гаубичная)
- Пулемётная команда
- Автоброневой взвод